# Dějiny Kanady

Evoluce Kanadského administrativního členění

Dějiny Kanady zahrnují období od osídlení jejího území prvními lidmi až do současnosti. Historie Kanady, stejně jako dějiny celé Ameriky, probíhala dlouhou dobu v izolaci od ostatních kontinentů. Evropanům zajistili kontakt s Kanadou a jejími obyvateli výzkumné plavby Francouzů a Britů na přelomu 15. a 16. století.

## První osídlení

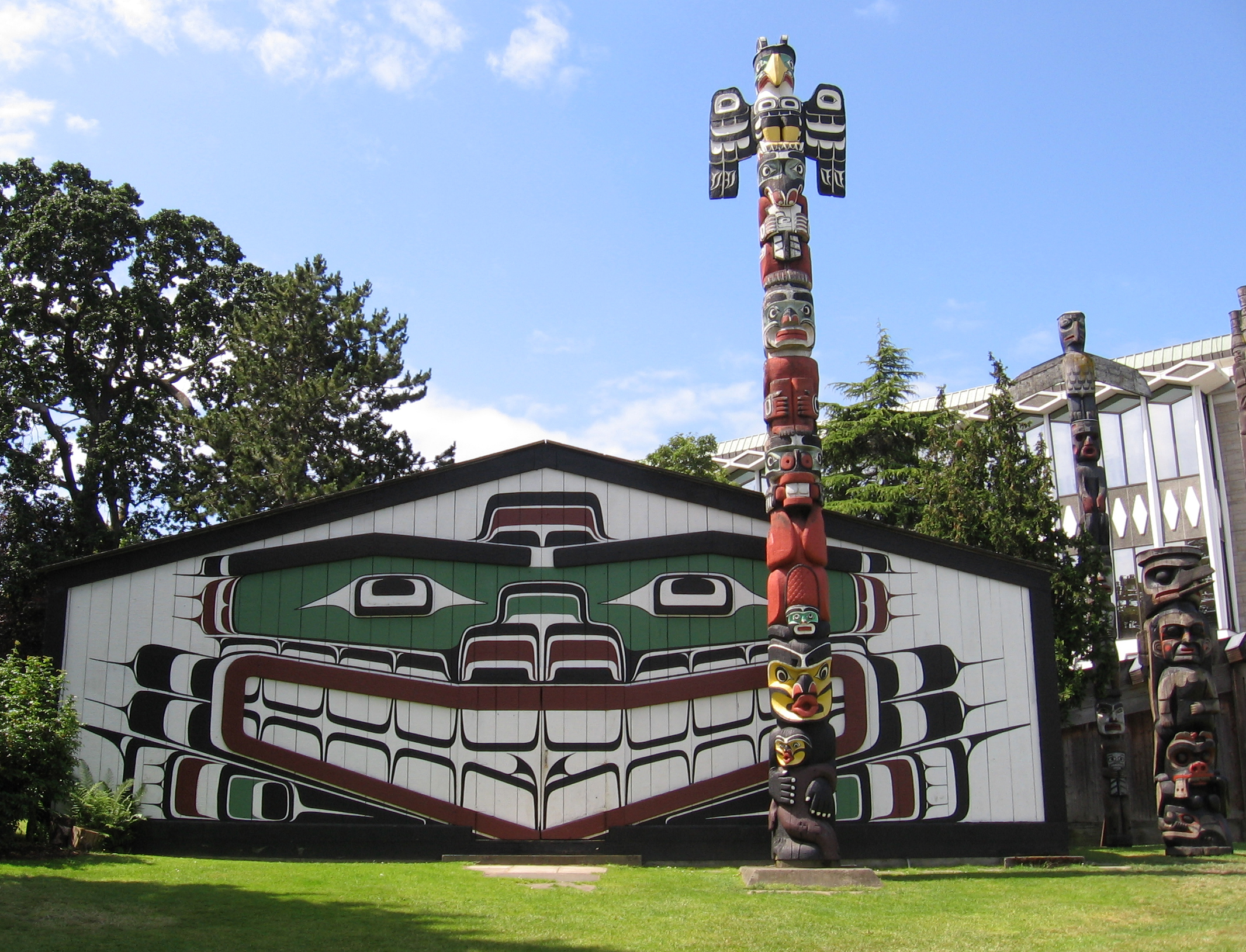
Totem Kvakiutlů v Britské Kolumbii

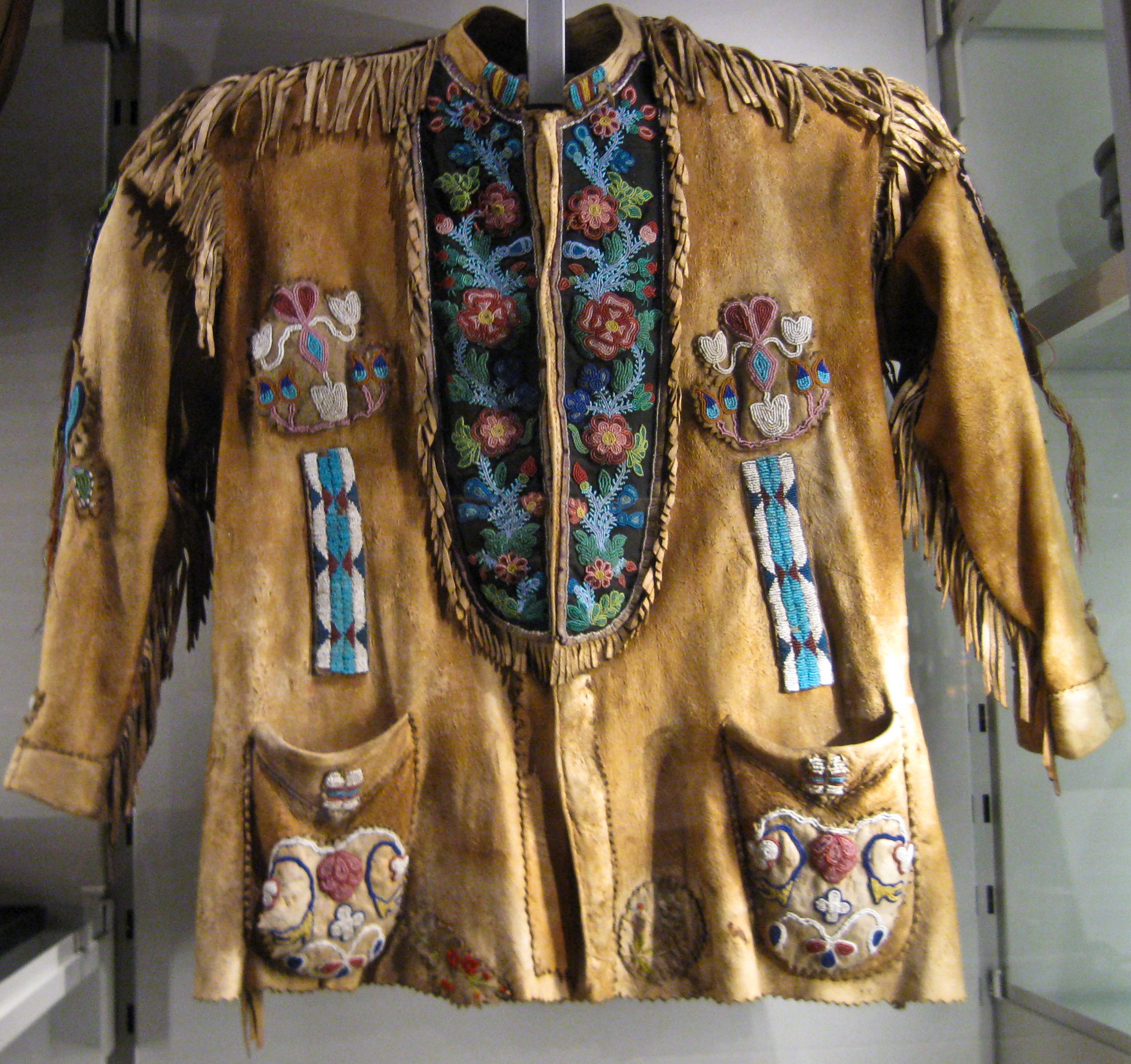
Tradiční oděv indiánů ze subpolárního podnebného pásu

Před 50 000–17 000 lety, během čtvrté doby ledové, neboli tzv. Wisconsinu, snížená hladina moře umožnila lidem postupovat přes dnešní Beringovu úžinu (přes tzv. Beringii) ze Sibiře na americký kontinent. Území Kanady bylo ovšem blokováno ledovcovým příkrovem (tzv. Laurentijský ledovec). Tisíce let se tak lidské osídlení omezovalo na Aljašku a Yukon. Nejstarší stopy po paleoindiánech na území Kanady byly nalezeny na ostrově Haida Gwaii, v jeskyni Bluefish a v mokřadu Old Crow (obojí na území Yukonu). Byli to lovci a sběrači a zanechali po sobě kamenné nástroje. Lovili velké savce.
Severoamerické klima se stabilizovalo kolem roku 8000 př. n. l. Ledová plocha začala ustupovat, z roztáté vody vznikala jezera, včetně Velkých jezer. Od 2000 let př. n. l. začínají archeologové rozlišovat jednotlivé indiánské kultury. Na území Kanady působily tři klíčové indiánské skupiny: nejvýznamnější z nich byli Algonkinské kmeny mluvící různými algonkinskými jazyky, které obývaly především oblast Velkých jezer a řeky Svatého Vavřince a větší část východní poloviny moderní Kanady.
Významní byly rovněž Irokézové, kteří původně sídlili v oblasti dnešního New Yorku (na území dnešních Spojených států), ale pozvolna rozšířili svůj vliv do jižního Ontaria a Montrealské oblasti dnešního Québecu. Zde se dostaly do kontaktu s Algonkiny a vytvořilo se mezi nimi tuhé nepřátelství. Roku 1142 vytvořili Irokézové tzv. Irokézskou ligu, nejvýznamnější pozdní indiánskou politicko-vojenskou strukturu severní Ameriky.
Třetí klíčovou skupinou byli mluvčí jazyků na-dené, kteří jsou příbuzní současných obyvatel Sibiře. Tyto kmeny přišly do severní Ameriky okolo roku 6000 př. n. l., tedy později než Algonkinové a liší se od nich jazykově i etnicky. Osídlily zejména severozápad Kanady (část migrovala na jih USA).
Ke třem hlavním okruhům nepatří některé izolované indiánské kmeny jako Haidové žijící především na Haida Gwaii u pobřeží Britské Kolumbie, nebo Kvakiutlové obývající pobřeží Britské Kolumbie a severní část ostrova Vancouver, kde žil i kmen Nuu-chah-nulth. Právě v těchto oblastech bylo zaznamenáno nejvíce totemových polí a slavností zvaných potlač, jejichž studium sehrálo velkou úlohu v rozvoji moderní etnologie a antropologie. Specifické obyvatelstvo se usadilo i v Kanadském arktickém souostroví, kde se již kolem roku 500 př. n. l. utvořila významná paleo-eskymácká dorsetská kultura. Dnešní Inuité do této oblasti přišli až kolem roku 1500 z Grónska a původní eskymácké obyvatelstvo vytlačili.

## Evropská kolonizace
První evropské osídlení založili na kanadském území Vikingové okolo roku 1000 v L'Anse aux Meadows, to však existovalo pouze krátce a z dlouhodobého hlediska nemělo žádný význam.

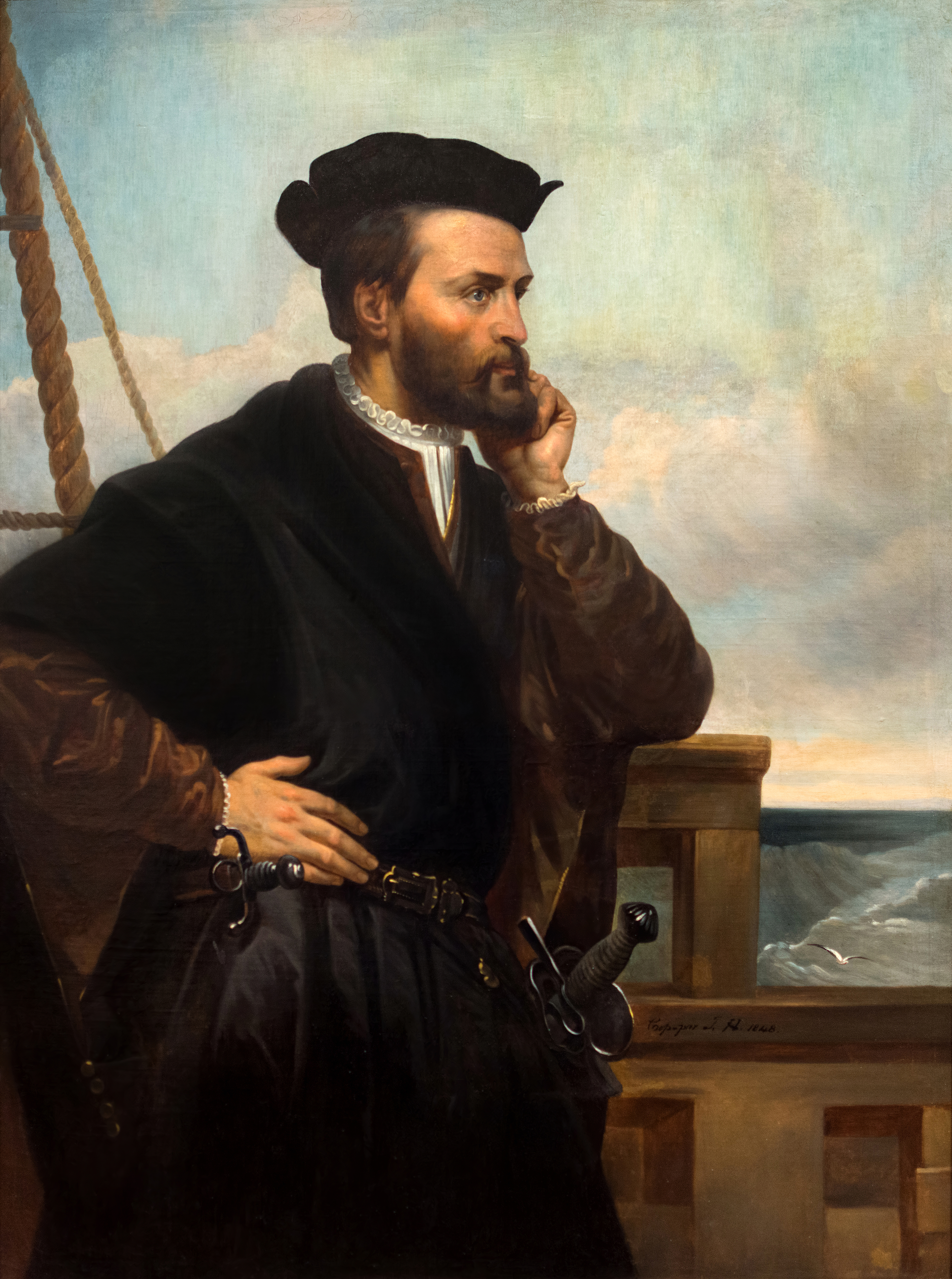
Jacques Cartier na svých třech výpravách podrobně prozkoumal pobřeží Newfoundlandu a záliv svatého Vavřince, čímž otevřel cestu francouzské kolonizaci

Kanada (resp. její východní pobřeží) byla pro Evropu znovu objevena na přelomu 15. a 16. století výzkumnou plavbou John Cabota (1497), další výpravy sem podnikli Jacques Cartier (1534), Martin Frobisher (1576), Samuel de Champlain (1603) a další. První dlouhodobé evropské osídlení zde založili Francouzi. Šlo o Port Royal (1605) a Québec (1608). Angličané je následovali v roce 1610 v oblasti Newfoundlandu, avšak jejich osídlení v této oblasti brzy zaniklo a oblast ovládli Francouzi. S příchodem Evropanů se na kanadském území začaly rychle šířit evropské choroby, které decimovaly původní obyvatele a otevíraly kolonistům cestu do indiánských území.
Po většinu 17. století se francouzské a britské kolonie v Severní Americe vyvíjely jen s minimálními vzájemnými kontakty. Francouzi kolonizovali okolí řeky sv. Vavřince, (a potenciálně se tlačili do Louisiany) zatímco Britové osidlovali třináct kolonií na východním pobřeží dnešních USA a Společnost Hudsonova zálivu se soustředila na oblast Země prince Ruprechta. Ovšem v letech 1689–1763 došlo k sérii tzv. francouzských a indiánských válek, které byly úzce spjaty s válkami evropských mocností, pod něž kolonie spadaly. Tyto války, v nichž obě strany rozsáhle využívaly pomoci indiánských spojenců, vyústily v zánik francouzské moci v Kanadě, která připadla Velké Británii (Francie ztratila veškerá území na východ od Mississippi s výjimkou souostroví Saint Pierre a Miquelon).

## Pod britskou nadvládou
Velká Británie vítězstvím na severoamerickém kontinentu získala rozsáhlé državy osídlené katolíky francouzského původu, což mohl být potenciálně velký problém. Jelikož poangličtění a poanglikánštění těchto území by zaznamenalo celou řadu povstání a urputných bojů (které se již pomalu začaly objevovat), rozhodla se Británie po kratším váhání v tomto případě pro neobvyklý postup a v roce 1774 schválila Quebec Act, který akceptoval katolické náboženství, francouzský občanský zákoník a francouzštinu jakožto úřední jazyk na území provincie Québec. Tento krok ovšem značně rozbouřil mínění v 13 provinciích a je udáván jako jeden z podstatných příspěvků k pozvednutí tamních revolučních nálad.
Za americké války za nezávislost se Kanada nepřipojila k povstání 13 kolonií a stala se cílovou zemí desítek tisíc loajalistů odcházejících z území dnešních USA. Tím se dostala na území Quebécu řada anglicky mluvících protestantů usídlujících se zejména v oblasti Velkých jezer. To vedlo k pozdějšímu rozdělení provincie Québec na Horní a Dolní Kanadu, z nichž pro Horní nebyl Quebec Act nadále relevantní.

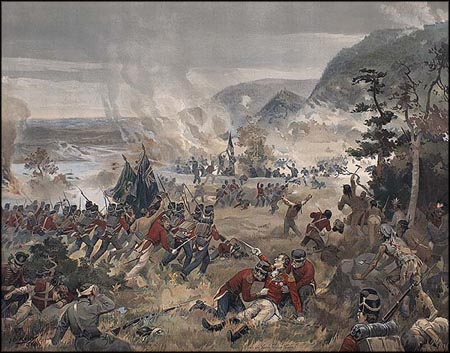
Smrt generála Brocka V bitvě na Queenston Heights byl tvrdě odražen první pokus Američanů o dobytí Horní Kanady, zároveň zde však kulkou odstřelovače zahynul patrně nejlepší britský velitel britsko-americké války.

V britsko-americké válce v letech 1812–1815 hrála kanadská fronta důležitou roli. USA se opakovaně pokoušely obsadit Horní i Dolní Kanadu, ale jejich vpády byly odraženy. Významný byl v tomto ohledu postoj indiánského obyvatelstva, které podporovalo spíš Brity (na britské straně bojovaly hlavní kmeny z oblasti Velkých jezer i Tecumsehova aliance) i místních kolonistů. Na odpor se postavili jak anglicky, tak francouzsky mluvící potomci Evropanů. Zatímco u anglicky mluvících loajalistů se to očekávalo, odpor Francouzů byl pro Američany překvapením, neboť očekávali, že jako de facto spojenci Napoleonovy Francie budou přivítáni s otevřenou náručí. Québečtí Francouzi ovšem byli v drtivé většině též katolíci a Bourbonům naklonění roajalisté a sekulární až protikatolický polorevoluční režim korsického „samozvance“ je iritoval ještě víc, než Angličany. Kromě toho Quebečané nezapomněli, že to byli právě Američané, kteří (ještě jako členové Britského impéria) ostře odmítali Quebec Act a byli pro potření francouzštiny a katolicismu na dobytých územích. Války se proto většinou neúčastnili a pokud ano, tak většinou na straně Britů. Válka s USA skončila nakonec uznáním statu quo ante. Skončila tak poslední válka, kterou Kanaďané vedli na vlastním území, nepočítáme-li několik nájezdů amerických irských nacionalistů a pirátů, ke kterým došlo v průběhu 19. století.
Kanada se proto mohla s podporou Britského impéria soustředit na vnitřní problémy a expanzi. Šlo jednak o expanzi na sever a západ za pomoci Severozápadní společnosti a Společnosti Hudsonova zálivu, která intenzívně probíhala již několik desetiletí. Jelikož se obě společnosti na přelomu 18. a 19. století dostaly do prudkých sporů, které vyústily ve válku nejen obchodní (viz bitva u Sedmi dubů), došlo nakonec na příkaz vlády k jejich vynucenému sloučení (1821). V roce 1837 došlo k povstání části francouzského obyvatelstva (viz povstání roku 1837). Po jeho potlačení se Británie rozhodla vytvořit z Horní a Dolní Kanady jeden celek (kvazifederativní United Province of Canada), přičemž nezastíranou motivací tohoto kroku bylo zrušit většinu privilegií a uniformitu Québecu coby francouzské kolonie a připravit půdu pro jeho poangličtění.
Podepsáním Oregonské úmluvy roku 1846 byly ukončeny teritoriální spory mezi USA a Kanadou (za hranici na západě byla určena 49. rovnoběžka). Prudký růst kanadské populace díky velké imigraci z Evropy i vysoké porodnosti vedl k osidlování kanadského vnitrozemí, Země prince Ruprechta, Arktidy a zakládání nových kolonií (zatím mimo Sjednocené provincie): Vancouver a Britská Kolumbie. Zároveň ovšem někteří Evropané (zejména francouzsky mluvící) začali Kanadu opouštět a odcházeli do USA.

## Získání samostatnosti
V roce 1867 byl přijat Zákon o Britské Severní Americe, který sjednotil britské severoamerické kolonie Sjednocená provincie Kanada, Nové Skotsko a Nový Brunšvik v jediné, už do značné míry autonomní dominium. Krátce poté došlo k znovuvytvoření provincií Ontario a Québec. Do těchto provincií byla začleněna Ruprechtova země a přičleněny byly oblasti bývalé Severozápadní společnosti jakožto Severozápadní teritoria a nově vytvořená provincie Manitoba. Následně byla připojena Britská Kolumbie (od roku 1866 sjednocená s Vancouverem). Osidlování nových území bylo podpořeno vhodnými zákony a budováním patřičné infrastruktury a institucí – mimo jiné byly postaveny tři transkontinentální železnice (zejména pak Kanadská pacifická železnice) a ustavena Kanadská horská policie. V roce 1873 se připojila další kolonie (Ostrov prince Edvarda) a provinční status získaly části Severozápadních teritorií: Alberta a Saskatchewan (1905).
Roku 1876 byl přijat Zákon o Indiánech, který definoval vztah mezi kanadskou vládou a vládami Prvních národů. Dále ustanovil systém Kandských rezidenčních škol pro původní obyvatele, které se staly nástrojem kulturní genocidy původního obyvatelstva (vyšetřování ohledně celkového počtu obětí probíhá ještě v roce 2023).

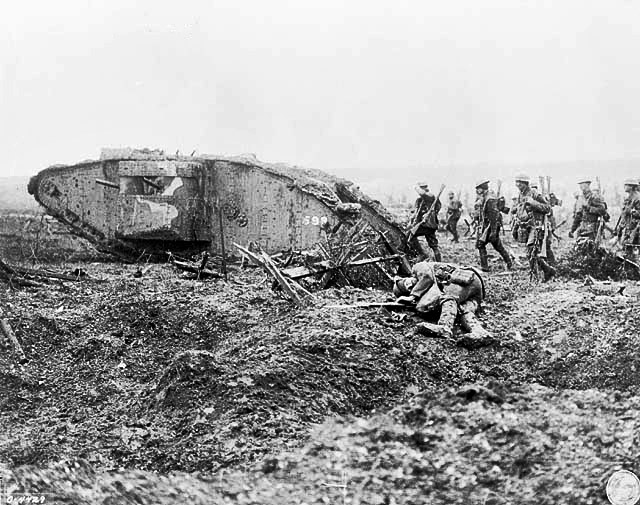
Kanadská pěchota postupující za tankem v bitvě u Vimy Ridge

Kanada vstoupila do první světové války automaticky vyhlášením války Velkou Británií a vyslala na evropská bojiště kontingent složený převážně z dobrovolníků. Ztráty však byly natolik těžké, že pro doplnění kanadských sil v roce 1917 musel premiér Robert Borden vypsat povinné odvody do armády. Ty byly velice nepopulární zejména v Québecu a byly jednou z příčin prudkého propadu obliby Konzervativní strany, která nakonec ztratila kontrolu nad touto provincií ve prospěch liberálů, kteří vůči branné povinnosti nezaujali jednotné stanovisko.
V letech po válce pokračoval proces osamostatňování Kanady. V roce 1919 sama za sebe vstoupila do Společnosti národů a v roce 1931 Westminsterský statut potvrdil její nezávislost, když jednoznačně stanovil, že žádný zákon přijatý britským parlamentem není na jejím území platný bez výslovného schválení kanadským parlamentem. Velká hospodářská krize na přelomu 20. a 30. let zasáhla i Kanadu, která napomohla ke vzestupu strany CCF (Co-operative Commonwealth Federation).
Před druhou světovou válkou Kanada podporovala politiku appeasementu vůči Německu, po přepadení Polska pak její premiér William Lyon Mackenzie King prosadil v kanadském parlamentu vyhlášení války (10. září). Během války došlo k obrovskému rozvoji válečného průmyslu, Kanada zásobovala jeho produkty nejen Velkou Británii, ale i USA a SSSR. Její pozemní jednotky se byly nejdříve dislokovány převážně ve Velké Británii, později se účastnily válečných operací. Jejich první velkou bitvou na evropském kontinentu byl tragický nájezd na Dieppe, který vyústil v těžké ztráty. Naproti tomu obchodní i válečné loďstvo hrálo již od počátku enormně významnou roli v bitvě o Atlantik.

## Po druhé světové válce

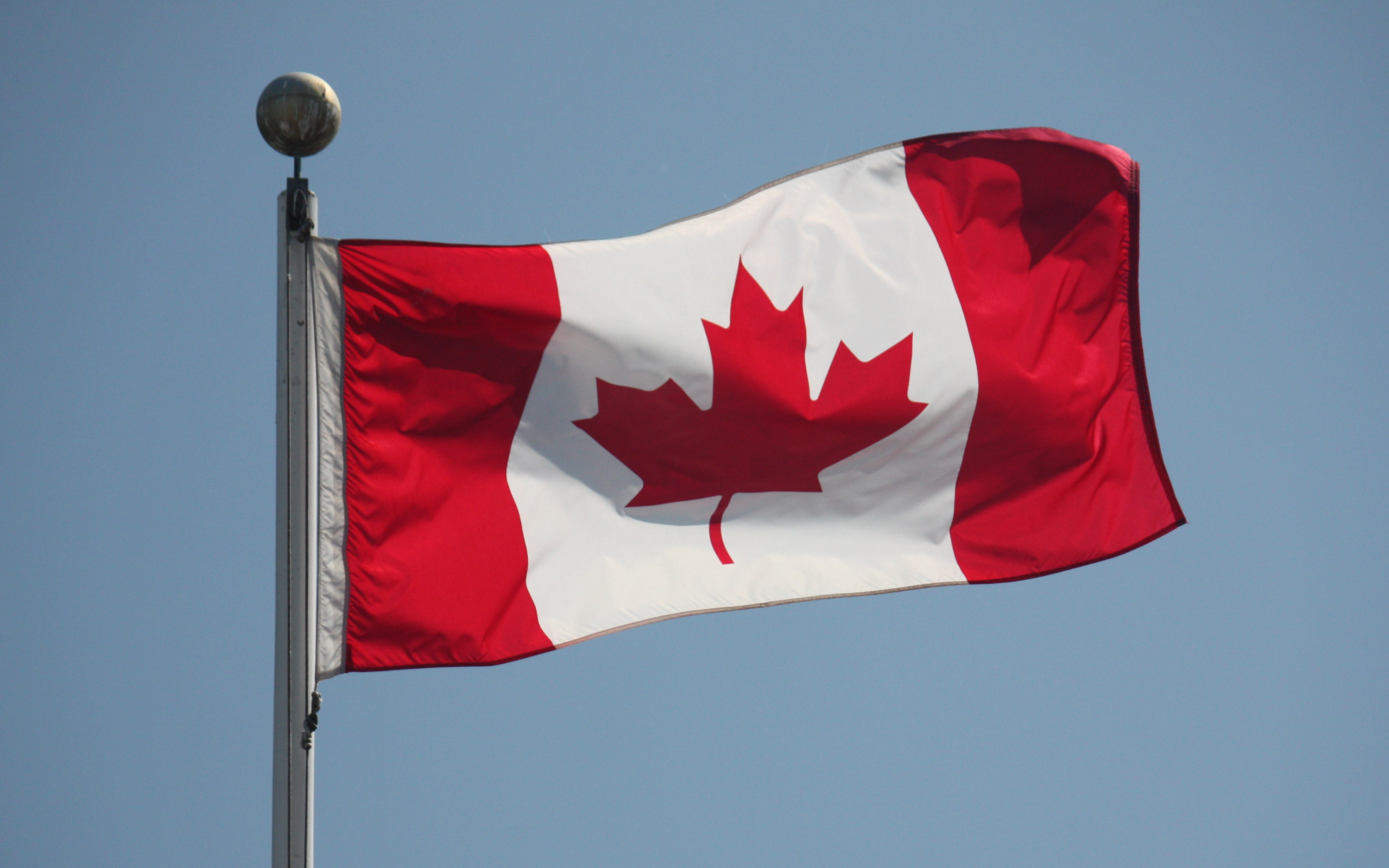
Vlajka přijatá roku 1965

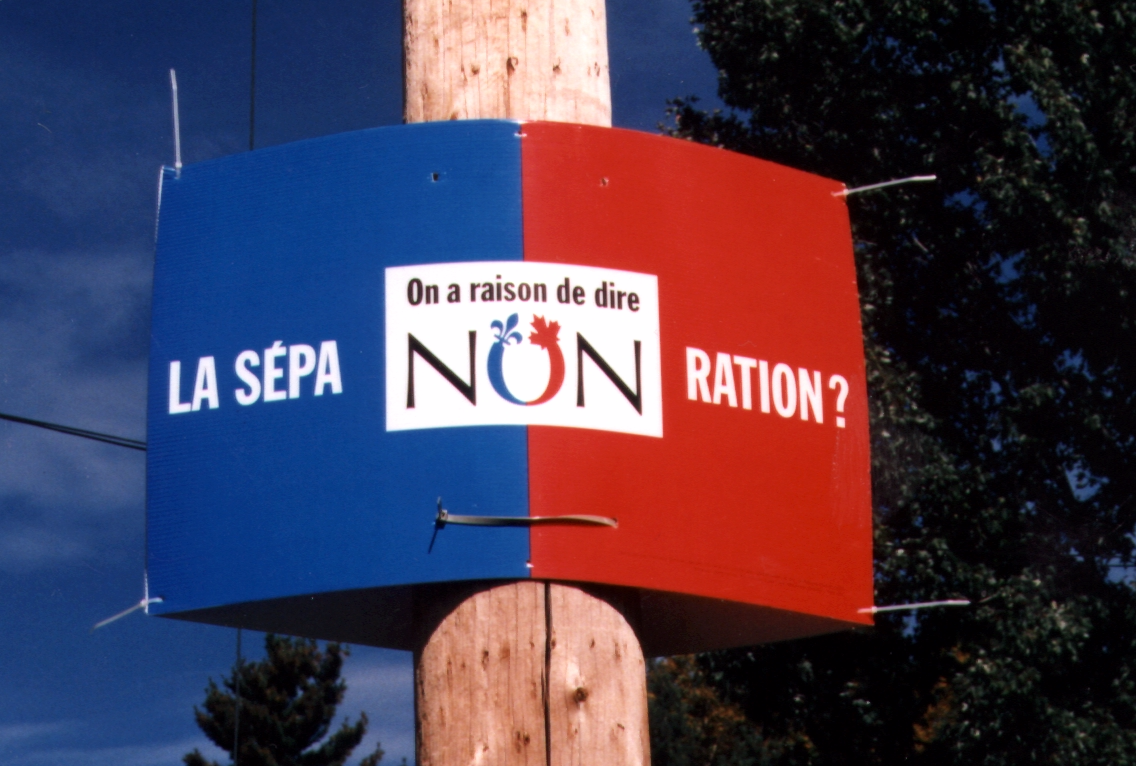
Plakát k referendu o nezávislosti Québecu z roku 1995

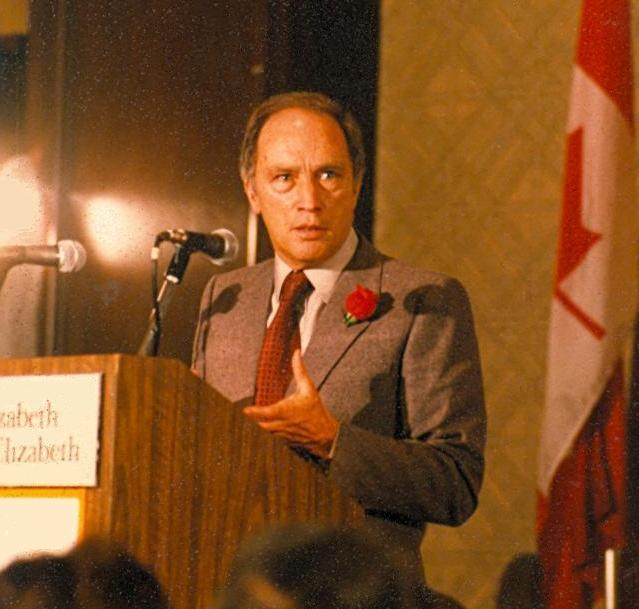
Pierre Trudeau

V roce 1949 se do té doby formálně nezávislé Dominium Newfaundland připojilo ke Kanadě jako její 10. provincie.
Zahraniční politika Kanady během studené války byla úzce spjata s politikou Spojených států. Kanada byla zakládajícím členem NATO v roce 1949. V roce 1950 poslala Kanada během korejské války bojové jednotky do Koreje jako součást sil OSN. Touha federální vlády prosadit během studené války své teritoriální nároky v Arktidě vedla k přesunu 87 domorodců z Nunaviku (severní část Québecu) na pustý ostrov Cornwallis. Tento projekt byl později předmětem dlouhého vyšetřování Královské komise pro domorodé národy. V roce 1958 Kanada zřídila ve spolupráci se Spojenými státy Severoamerické letecké obranné velení (NORAD).
V roce 1956 reagovala OSN na suezskou krizi vytvořením mimořádných mírových sil OSN, které dohlížely na stažení znepřátelených stran. Šlo o návrh kanadského ministra zahraničí (a budoucího premiéra) Lestera B. Pearsona, který za to roku 1957 získal Nobelovu cenu míru. Suezská krize měla však i dopad na veřejné mínění a zahraniční politiku Kanady, když vedla k jistému odcizení mezi Británií a Francií na straně jedné (útočící strany v Suezské válce) a Kanadou na straně druhé. Symbolem tohoto postupného procesu pak bylo, když si Kanada v roce 1965 vytvořila novou vlajku s javorovým listem, čímž z jejího státního praporu zmizel britský Union Jack. V 60. letech pak došlo i k oslabení vazby na Spojené státy, mj. i za pomoci intelektuální kritiky vlivu americké populární kultury.
Nová atmosféra 60. let (jež měla své obdoby i v jiných západních zemích) vedla také ke změnám v kanadské legislativě týkající se přistěhovalectví. Zatímco tradiční zákonodárství zvýhodňovalo britské a další evropské přistěhovalce, v 60. letech 20. století se Kanada otevřela přistěhovalcům ze všech částí světa. Zatímco v 50. letech 20. století došlo k vysoké míře přistěhovalectví z Británie, Irska, Itálie a severní Evropy, v sedmdesátých letech přistěhovalci stále více pocházeli z Indie, Číny, Vietnamu, Jamajky nebo Haiti. Většina se usadila v Torontu, Montrealu a Vancouveru.
V důsledku silné poválečné imigrace z různých evropských zemí a USA došlo postupně ke změně demografické situace v Kanadě. Hodně též přispěla válka ve Vietnamu, během níž se řada Američanů přesídlením vyhýbala branné povinnosti. Výsledkem byla tzv. tichá revoluce v Québecu, kde zřetelně poklesl podíl francouzsky mluvících obyvatel a došlo k výrazné sekularizaci společnosti. Tento jev ale zároveň posílil nacionalistické a separatistické tendence zejména u francouzsky mluvících obyvatel.
Během roku 1981 došlo k dohodě tzv. o patriaci (Patriation) ústavy, která měla definitivně učinit Kanadu nezávislou zemí. Na konkrétním postupu se dohodli guvernéři provincií s federálním guvernérem v listopadu téhož roku a 17. dubna 1982 došlo i přes odpor představitelů Québecu k schválení nové verze ústavy, podle níž se Kanada stala zcela nezávislou zemí, v jejímž čele stojí monarcha sdílený s Velkou Británií. Představitelé Québecu odmítli ústavu podepsat.
Sociální a společenské změny v rámci kanadského zřízení a zmíněných ústavních změn vedly k prudkému nárůstu autonomizačních a separatistických snah Québecu a výsledkem byla dvě referenda o osamostatnění této provincie. První bylo jednoznačně zamítnuto (1980, ještě před změnou ústavy), ovšem výsledek druhého byl již velmi těsný (1995, pro odtržení 49,4 % hlasujících). Kanadská vláda na to podala dotaz Kanadskému nejvyššímu soudu, který vydal v roce 1997 stanovisko, že Québec nemá právo na jednostranné vyhlášení nezávislosti. Separatistické hnutí v Québecu ovšem stále pokračuje v činnosti a víceméně odmítá toto stanovisko akceptovat.
Multikulturalismus byl přijat jako oficiální politika kanadské vlády během dlouhého předsednictví liberála Pierra Trudeaua (1968–79, 1980–1984). To vedlo také k důsledné politice dvojjazyčnosti a nespokojenosti v západních provinciích země, zejména v Albertě. Někdy se v této souvislosti hovoří o „západním odcizení“. To se pokoušel zmírnit zejména konzervativní premiér Brian Mulroney (vládl 1984–1993). Ten také posílil vztahy s USA. V roce 1987 vyústila v kanadsko-americkou smlouvu o volném obchodu (Canada-United States Free Trade Agreement), která vytvořila kanadsko-americkou zónu volného obchodu. Významná byla i účast Kanady ve válce v Zálivu roku 1991. Pod silný americký vliv se dostala též kanadská média (v americkém příhraničí a v anglicky mluvících částech země obecně skomírající pod konkurencí médií amerických), což vede na jedné straně ke snahám ještě více posílit integraci obou zemí (existuje zde signifikantní skupina usilující o vytvoření tzv. Severoamerické unie), na druhé straně tato vize vyvolává u dalších obyvatel obavy a v jistém smyslu dále posiluje kanadský nacionalismus (zejména ve frankofonních oblastech). Mulroney čelil také první velké vlně požadavků původních obyvatel.
Dne 1. dubna 1999 došlo k poslední změně v nejvyšším administrativním členění země, když bylo ze Severozápadních teritorií vyčleněno teritorium Nunavut.
V roce 2003 se Kanada stala čtvrtou zemí na světě a první zemí v Americe, která legalizovala manželství osob stejného pohlaví na celostátní úrovni.